# How to Rob
How to Rob<ref>How To Rob no Last.fm - Acessado em 13 de single do álbum não lançado Power of the Dollar, de 50 Cent. A canção contém participação especial de D-Dot, conhecido no mundo da música como "The Mad Rapper". Foi lançado em 10 de agosto de 1999 em parceria com a gravadora Columbia Records.

## Paradas musicais
| Charts                               | Melhor posição |
| ------------------------------------ | -------------- |
| U.S. Billboard Hot R&B/Hip-Hop Songs | 62             |
| U.S. Billboard Hot Rap Tracks        | 24             |